# ディロン・ディングラー
フランシス・ディロン・ディングラー（Francis Dillon Dingler, 1998年9月17日 - ）は、アメリカ合衆国オハイオ州スターク郡マシロン出身のプロ野球選手（捕手）。右投右打。MLBのデトロイト・タイガース所属。

## 経歴

### プロ入り前
高校時代は野球と並行してバスケットボールやアメリカンフットボールもプレーしており、最終年の2017年には野球とバスケでチームを州大会優勝に導いた。この年のMLBドラフトで指名がなかったため、オハイオ州立大学へ進学した。

### プロ入りとタイガース時代
2020年のMLBドラフト2巡目（全体38位）でデトロイト・タイガースから指名されプロ入り。契約金は193万ドル。この年は新型コロナウイルスの影響でマイナーリーグの試合が開催されなかった。
2021年に傘下のA+級ウェストミシガン・ホワイトキャップスでプロデビューし、6月13日にAA級エリー・シーウルブズに昇格した。
2022年はAA級エリーで107試合に出場し、打率.238、14本塁打、58打点を記録した。またこの年はオールスター・フューチャーズゲームにも出場した。オフには各球団の有望株が参加するアリゾナ・フォールリーグに参加した。
2023年はA級レイクランド・フライングタイガース、AA級エリーを経て、8月15日にAAA級トレド・マッドヘンズに昇格。この年はマイナー3球団合計で89試合に出場し、打率.256、16本塁打、58打点を記録した。オフの11月14日にルール・ファイブ・ドラフトでの流出を防ぐために40人枠入りした。
2024年はAAA級トレドで開幕を迎えて、7月29日にメジャー初昇格。同日のクリーブランド・ガーディアンズ戦で「6番・捕手」で先発出場してメジャーデビューを果たした。8月11日のサンフランシスコ・ジャイアンツ戦でメジャー初本塁打を放つなど、この年は27試合に出場して打率.167、1本塁打、11打点を記録した。

## 詳細情報

### 年度別打撃成績
| 年 度    | 球 団    | 試 合 | 打 席 | 打 数 | 得 点 | 安 打 | 二 塁 打 | 三 塁 打 | 本 塁 打 | 塁 打 | 打 点 | 盗 塁 | 盗 塁 死 | 犠 打 | 犠 飛 | 四 球 | 敬 遠 | 死 球 | 三 振 | 併 殺 打 | 打 率 | 出 塁 率 | 長 打 率 | O P S |
| -------- | -------- | ----- | ----- | ----- | ----- | ----- | -------- | -------- | -------- | ----- | ----- | ----- | -------- | ----- | ----- | ----- | ----- | ----- | ----- | -------- | ----- | -------- | -------- | ----- |
| 2024     | DET      | 27    | 87    | 84    | 2     | 14    | 5        | 2        | 1        | 26    | 11    | 0     | 0        | 0     | 0     | 3     | 0     | 0     | 30    | 2        | .167  | .195     | .310     | .505  |
| MLB：1年 | MLB：1年 | 27    | 87    | 84    | 2     | 14    | 5        | 2        | 1        | 26    | 11    | 0     | 0        | 0     | 0     | 3     | 0     | 0     | 30    | 2        | .167  | .195     | .310     | .505  |

- 2024年度シーズン終了時

### 年度別守備成績
| 年 度 | 球 団 | 捕手（C） | 捕手（C） | 捕手（C） | 捕手（C） | 捕手（C） | 捕手（C） | 捕手（C） | 捕手（C） | 捕手（C） | 捕手（C） | 捕手（C） |
| 年 度 | 球 団 | 試 合     | 刺 殺     | 補 殺     | 失 策     | 併 殺     | 守 備 率  | 捕 逸     | 企 図 数  | 許 盗 塁  | 盗 塁 刺  | 阻 止 率  |
| ----- | ----- | --------- | --------- | --------- | --------- | --------- | --------- | --------- | --------- | --------- | --------- | --------- |
| 2024  | DET   | 27        | 168       | 7         | 1         | 0         | .994      | 4         | 17        | 15        | 2         | .118      |
| MLB   | MLB   | 27        | 168       | 7         | 1         | 0         | .994      | 4         | 17        | 15        | 2         | .118      |

- 2024年度シーズン終了時

### 背番号
- 38（2024年）
- 13（2025年 - ）